# نیکولای ریچکف
نیکولای میخائیل‌اویچ ریچکف (به روسی: Николай Михайлович Рычков) (زاده ۲ دسامبر ۱۸۹۷ – ۲۸ مارس ۱۹۵۹) دولتمرد و حقوق‌دان اهل اتحاد جماهیر شوروی سوسیالیستی بود. او همچنین معاون مجمع دوم شورای عالی اتحاد جماهیر شوروی نیز بود.